# Синапиновая кислота
Синапиновая кислота C10H11O3СООН — одноосновная карбоновая кислота ароматического ряда природного происхождения, продукт распада синапина. Относится к классу растительных органических соединений — фенилпропаноидам. Является производным коричной кислоты.
Наиболее известен как матричное соединение, применяемое в МАЛДИ масс-спектрометрии белков и пептидов.
Химический состав:
| Символ | Элемент  | Атомный вес | Число атомов | Процент массы |
| ------ | -------- | ----------- | ------------ | ------------- |
| C      | Углерод  | 12.011      | 11           | 58.9 %        |
| H      | Водород  | 1.008       | 12           | 5.4 %         |
| O      | Кислород | 15.999      | 5            | 35.7 %        |